# Michel Vuillermet
Pour les articles homonymes, voir Vuillermet.
Michel Vuillermet, né le 13 mars 1950 à La Flèche(Il est retrouvé sans vie le 12 février 2021 à Paris) est un réalisateur français.

## Biographie
Après des études de Lettres modernes et d'histoire, Michel Vuillermet rejoint l’Institut des hautes études cinématographiques (IDHEC).
D'abord opérateur de prises de vues et assistant réalisateur, il aborde en 1980 la réalisation avec Le Règlement intérieur, (Long-métrage 35mm) avec Patrick Chesnais, Maurice Ronet, François Perrot, Michèle Simonnet, Yves Afonso, Jean-Pierre Sentier et Emmanuelle Riva.  
Le film reçoit  le 1er prix du scénario au Festival international du livre de Nice en 1978 et est présenté à Cannes dans la sélection Perspectives du Cinéma français (1980) Prix du cinéma du réel à Rennes, Festivals de Belfort, Orléans, Thessaloniki Documentary Festival, Varsovie...). 
Michel Vuillermet collabore ensuite à Ciné Regards avec la complicité de la productrice Christiane Graziani pour l'INA aux Enfants du rock, Décibels, aux Mercredis de l'histoire, Un siècle d'écrivains.
Il a réalisé de nombreux documentaires pour la télévision et le cinéma.

## Filmographie
- 1980 : Le Règlement intérieur
- 1981 : 
  - Le Cahier bleu clair
  - Le piano des songes
- 1990 : Le Trio en mi bémol (Mise en scène Eric Rohmer)
- 1991 : Rythme et mélodie de l'Océan Indien
- 1992 : Nous, Enfants du rock ((90’ INA-France 2 - La 25 ème heure / Festival de Belfort / Festival Résistances de Foix)
- 1993 : Le Grand méchant Zouc
- 1994 : Les Mille compagnons
- 1995 : Humanitaires face à la guerre  -Ecrit par Olivier Weber, Michel Vuillermet
- 1996 : André Malraux
- 1997 : Afrique Rouge  -Écrit par Ilios Yannakakis, Michel Vuillermet
- 1998: Lucien Bodard ou Lulu le Chinois
- 1999 : Superphenix ou Le Chaudron Magique
- Marc Ferro, la passion de l'Histoire  -Écrit par Michel Vuillermet, Ilios Yannakakis
- 2000 : Zafair Kaya
- 2001 : Algérie, mémoires du raï  -Écrit et Réalisé par Djamel Kelfaoui  & Michel Vuillermet
- 2003 : Jean Malaurie, l'appel du Nord
- 2004 : 
  - Côte d'ivoire, gagnons la paix
  - Edouard VIII d’Angleterre, la faillite d'un roi
- 2005 : Edmond Charlot, éditeur algérois  -Écrit par Danielle Toubiana, Michel Vuillermet
- 2006 : Klimt ou le testament d'Adèle ((Festival de Montréal, Milan, Naples)
- 2007 : Léopold III ou la chute d'un roi
- 2009 : Evian 38, la conférence de la peur [5]-Écrit par Stéphanie Roussel, Michel Vuillermet, Illios Yannakakis
- 2011 : Marie Curie, au-delà du mythe [6] -Écrit par Géraldine Berger, Michel Vuillermet, Nathalie Huchette (Prix Pierre-Gilles de Gennes au Festival international du film scientifique PARISCIENCE)
- 2017 : Léopold III ou la chute d'un roi
- 2018 : Amédée Maingard, une histoire mauricienne [7]